# Quincey (Haute-Saône)
Quincey is een gemeente in het Franse departement Haute-Saône (regio Bourgogne-Franche-Comté). De plaats maakt deel uit van het arrondissement Vesoul. Quincey telde op 1 januari 2022 1.359 inwoners.

## Geografie
De oppervlakte van Quincey Magny-Vernois bedroeg op 1 januari 2022 12,63 vierkante kilometer; de bevolkingsdichtheid was toen 107,6 inwoners per km².

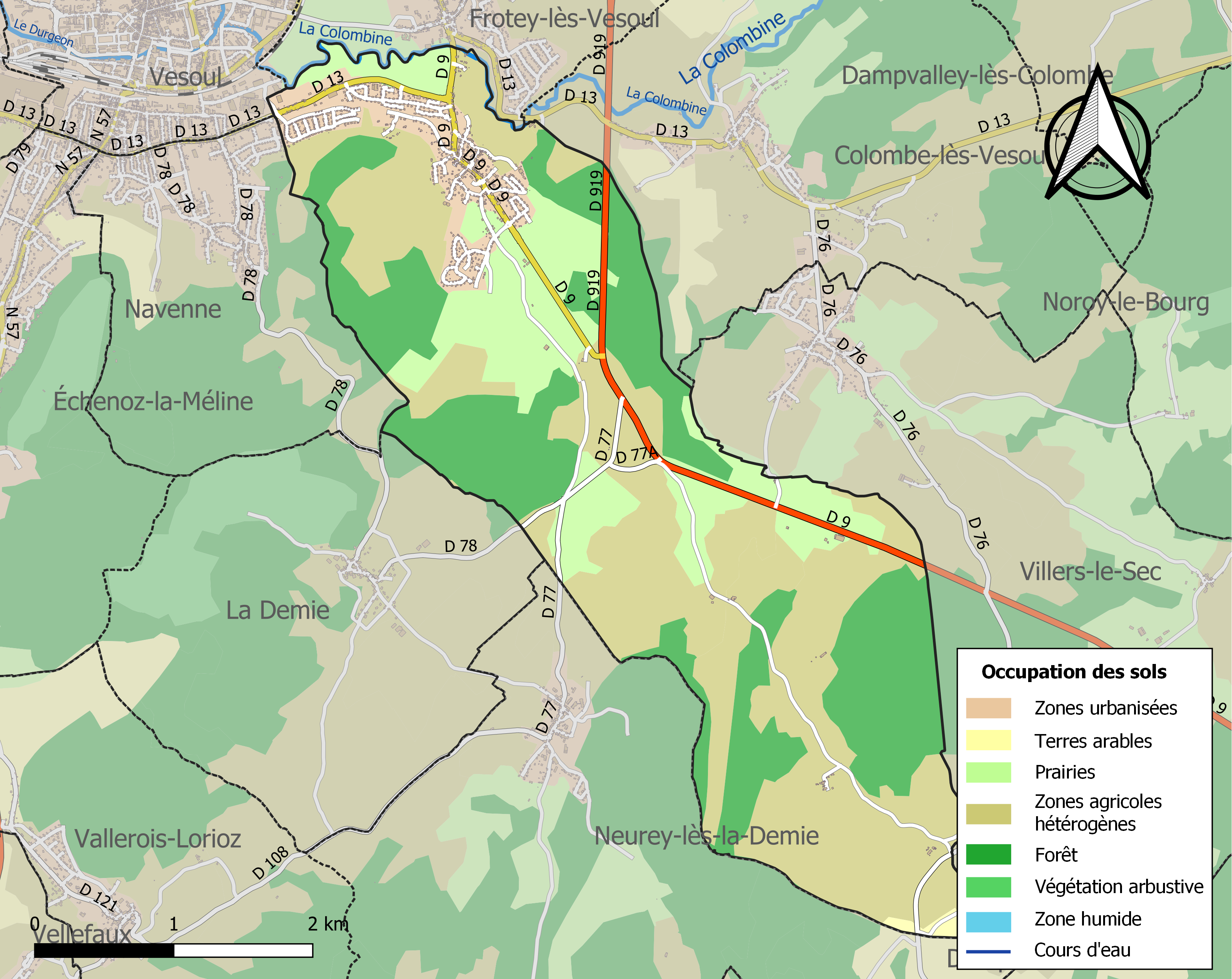
Kaart van de gemeente met de belangrijkste infrastructuur, bodemgebruik en omliggende gemeenten

## Demografie
Onderstaande figuur toont het verloop van het inwonertal (bron: INSEE-tellingen).